# John Metchie III
John Metchie III (18 luglio 2000) è un giocatore di football americano canadese che milita nel ruolo di wide receiver per i Philadelphia Eagles della National Football League (NFL).

## Carriera universitaria
Nato da madre taiwanese e padre nigeriano, dopo aver trascorso l'infanzia tra Accra e Brampton frequenta la St. James School di Hagerstown, Maryland. Nel 2019 si immatricola quindi presso l'Università dell'Alabama.
Nel 2020, il suo secondo anno, Metchie si distingue come uno dei tre migliori ricevitori dei Crimson Tide, accumulando 55 ricezioni, 6 touchdown e una media di 16,7 yard a ricezione, statistiche che gli valgono il conseguimento dell'annuale John Cornish Award come miglior atleta collegiale canadese degli Stati Uniti. Cavalca l'onda anche nel 2021, realizzando 96 ricezioni e 9 touchdown prima di rimediare una rottura del legamento crociato anteriore nel corso della finale della Southeastern Conference vinta contro i Georgia Bulldogs. Al termine dell'annata bissa la conquista del John Cornish Award.
Nei primi mesi del 2022 rinuncia al suo ultimo anno collegiale per potersi candidare al Draft NFL 2022.

## Carriera professionistica

### Houston Texans
Metchie viene selezionato nel corso del secondo giro del Draft NFL 2022, come quarantaquattresima scelta assoluta, dagli Houston Texans. Il 3 maggio 2022 viene inoltre selezionato dai BC Lions al settimo giro del Draft CFL 2022, come cinquantanovesima scelta assoluta. Nel mese di luglio viene annunciato che avrebbe saltato tutta la sua prima stagione dopo una diagnosi di leucemia.
Un anno dopo la scoperta della malattia, a Metchie viene concesso di potere partecipare agli allenamenti estivi dei Texans. Disputa la prima partita in carriera nel secondo turno contro gli Indianapolis Colts e chiude la stagione con 16 ricezioni per 158 yard. Viene premiato con il George Halas Award 2024 dalla Pro Football Writers of America per le avversità affrontate. Nel decimo turno della stagione 2024 segna il suo primo touchdown contro i Detroit Lions. La sua annata si chiude con 24 ricezioni per 254 yard e una marcatura.

### Philadelphia Eagles
Il 18 agosto 2025 Metchie fu scambiato con i Philadelphia Eagles.